# 菲律賓足球協會
菲律賓足球協會是專門管轄菲律賓足球事務的組織。該組織成立於1907年，並在1930年加入國際足協。該組織還是亞洲足協和東南亞足球協會的成員。

## 外部連結
- 國際足協網頁 （页面存档备份，存于）
- 亞洲足協網頁 （页面存档备份，存于）
- 東南亞足球協會網頁 （页面存档备份，存于）